# 440-е годы
440-е (четы́реста сороковы́е) го́ды по юлианскому календарю — промежуток времени с 1 января 440 года по 31 декабря 449 года, включающий 440 год 4-го десятилетия   и с 441 по 449 годы    5-го десятилетия V века 1-го тысячелетия.  Они закончились 1576 лет назад.

## Важнейшие события
- Война Аттилы с Восточной Римской империей (441—447)[1][2].
- 440-е годы — набеги вандалов на Сицилию, Сардинию и Корсику.

## События по годам

### 440
- Консулы имп. Валентиниан III (V раз) и Флавий Анатолий.
- 440, 29 сентября-461 — Папа св. Лев I (Великий) (ок.400-461).
- Ок.440 — Поселение бургундов в Восточной Галлии.
- Тоба Дао провозгласил даосизм государственной религией.
- Хунны держатся в Дуньхуане и воюют против Шаньшани.
- Нанесено поражение напавшим на Тоба-Вэй жужаням.

### 441
- Консул (единственный) Флавий Тавр Селевк Кир.
- Римляне ведут войну на востоке. Аттила разбил немногочисленные римские войска, перешёл через Дунай, захватил и поголовно вырезал города Виминациум, Маргус, Сингидунум, Сирмиум и другие.
- Феодосий раскрыл связь Евдокии с Павлианом. Павлиан сослан в Каппадокию и казнён. Евдокия удалилась в Иерусалим, где прожила до смерти. Феодосий уговорил Пульхерию вернуться во дворец.
- Война между Уду и Сун из-за Сычуани.
- Вторжение Ухоя в Хэси.

### 442
- Консулы Флавий Диоскор и Флавий Евдоксий.
- Византийцы заключили перемирие на востоке и перебросили войска на Балканы.
- Около 442—451 — Правитель Армении Васак Сюнийский.
- Сун завоевала Уду.
- Ухой взял Гаочан.

### 443
- Консулы Петроний Максим (II раз) и Флавий Патерий.
- Поход Флавия Аспара в Африку.
- Тоба-Вэй освободила Уду.
- Ухой овладел Шаньшанью и разграбил Чэши.

### 444
- Консулы имп. Феодосий II (XVIII раз) и Флавий Цецина Деций Агинаций Альбин.
- Умер Кирилл Александрийский. Его сменил Диоскор Александрийский.
- Указ Тоба Дао о преследовании буддизма. Война с Тогоном.
- Умер Ухой, вступил на престол Аньчжоу.
- Поход табгачей на Жужань.

### 445
- Консулы имп. Валентиниан III (VI раз) и Флавий Ном.
- Убийство Аттилой Бледы.
- 445—453 — Аттила после убийства брата стал единоличным повелителем гуннов[1][2].
- Тогонцы бежали на запад и взяли Хотан, потом вернулись на родину.
- Умер жужаньский хан Уди.
- Китайские войска проникли в Линьи, заняли столицу и захватили богатую добычу.

### 446
- Консулы Флавий Аэций (III раз) и Квинт Аврелий Симмах.
- Уничтожение буддийских кумирен в Тоба-Вэй.

### 447
- Консулы Флавий Калепий и Флавий Ардавурий Юниор.
- Сильный отряд исаврийских федератов в Константинополь привёл Тарасикодиста Русумвладеста. Вторжение гуннов в Иллирию. Опустошение Балканского полуострова. Победа Аттилы над императором Феодосием II на берегу реки Атус (Вид). Захват Марцианополиса (совр. Варна). Аттила остановлен при Фермопилах. Начало переговоров.
- 447—449 — Патриарх Константинополя Флавиан.
- Восстание Уду против Тоба-Вэй подавлено.
- Окончательное завоевание Хэси табгачами.

### 448
- Консулы Флавий Руфий Претекстат Постумиан и Флавий Зенон.
- Аэций направлен на борьбу с багаудами. Союзник Аэция король аланов Гоар.
- 448 (447) — Смерть Клодиона. Король франков Меровей.
- 448—751 — Династия Меровингов у франков.
- 448—458 (447-56) — Вождь франков Меровей.
- 448—456 — Король свевов Рикиарий.
- Архимандрит Евтихий защищает тезис об «одной природе» Христа. Евтихий смещён синодом в Константинополе.
- Гонение на христиан в Армении от последователей зороастризма.
- Начало восстания маздакитов в Иране и соседних областях
- Посольство Юэбани в Тоба-Вэй.

### 449
- Консулы Флавий Астирий и Флавий Флор(енций?) Роман Протоген.
- Послание папы Льва Флавиану против монофизитов.
- Начало завоевания Британии англосаксами.
- Вторжение ютов в Британию. Вожди — братья Хенгист и Хорса.
- 449 (или 448) — Приск Панийский в составе римского посольства посетил лагерь Аттилы на территории Валахии. Мирный договор Аттилы с Феодосием. Гуннам выделена огромная территория к югу от Среднего Дуная, Византия обложена данью.
- Валентиниан заточил в своём дворце сестру Гонорию. Гонория через евнуха Гиацинта тайно прислала Аттиле перстень и пригласила его в Италию.
- II Эфесский, или Разбойничий собор[3]. Председательствующий Диоскор I. Признание монофизитства. Флавиан смещён и изгнан.
- Рейд сунских войск в долину реки Вэй.
- Вторжение табгачей в империю Сун.
- Поход табгачей на Жужань.
- Жужани оттеснены от границ владений сяньбийцев и обессилены.

## Родились
- Бодхидхарма, индийский монах, основатель чань-буддизма.
- Около 440 — Хильдерик I, король франков.

## Скончались
- 17 февраля — Месроп Маштоц, армянский учёный и просветитель, создатель армянской, грузинской и албанской письменностей.
- 19 августа — Сикст III, папа римский.